# Geofoxing

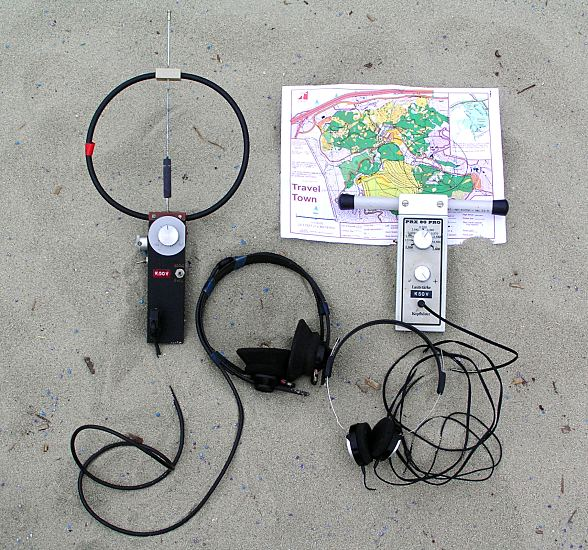
Zwei Peilempfänger

Geofoxing ist eine Kombination aus Amateurfunkpeilen (Fuchsjagd) und Geocaching. Es ist eine Abwandlung von Foxoring.
Es gibt mehrere Varianten, meistens erhält man eine GPS-Koordinate die man per GPS anläuft. Am Wegpunkt ist dann mittels Peilempfänger ein Minisender (Foxoring-Sender) zu hören, der angepeilt und gefunden werden muss. An dem Sender ist die nächste Koordinate oder ein Teil der Final-Koordinate angebracht.
Seltener ist die umgekehrte Variante: Bei einer Fuchsjagd (Amateurfunkpeilen) sind an den Stempelstationen zusätzliche Koordinatenschnipsel angebracht. Hat man alle fünf Sender gefunden, kann man als Bonus noch den Geocache loggen.
Als Sender kommen Kleinstsender zum Einsatz, die alle ständig auf der gleichen Frequenz senden. Ihre Reichweite beträgt im Allgemeinen rund 50 bis 200 m. Je nach Art des Senders, des Aufstellortes sowie der Tageszeit, kann die tatsächliche Reichweite davon abweichen. Bei der Auslegung der Sender ist daher auf Überlappungen zu achten. Im Gegensatz zu einer klassischen Peilveranstaltung mit fünf Sendern gibt es beim Geofoxing und Foxoring für die Senderanzahl keine Vorgaben, teilweise werden mehr als 20 Sender verwendet. Obwohl Geofoxing sowohl auf dem 80-Meter-Band wie auch auf dem 2-Meter-Band betrieben werden kann, gibt es zumeist nur 80-m-Geofoxings. Gründe hierfür sind die geringe Verbreitung von 2-m-Foxoring-Sendern sowie die Tatsache, dass beim Geofoxing nicht die Peiltechnik im Vordergrund steht, welche auf 2 Meter schwieriger ist, sondern die Orientierung im Gelände.
Je nach Variante können wie beim klassischen Amateurfunkpeilen zum Nachweis, einen Sender gefunden zu haben, Prägezange und Kontrollkarten oder elektronische Zeitnahmesysteme eingesetzt werden.
Geofoxing wird von Funkamateuren gerne im Bereich der Jugendarbeit,  z. B. bei Ferienpassaktionen, angeboten.
Für die Inbetriebnahme der Geofoxing-Sender (Amateurfunksender) benötigt man eine Zulassung zur Teilnahme am Amateurfunkdienst. Zuhören (und somit peilen) darf jedermann.
Ansprechpartner findet man in Deutschland u. a. bei den Referaten für Amateurfunkpeilsport (ARDF) bei den Amateurfunkverbänden Deutscher Amateur Radio Club und Verband der Funkamateure in Telekommunikation und Post.